# Zjednoczenie Morskich Stoczni Remontowych

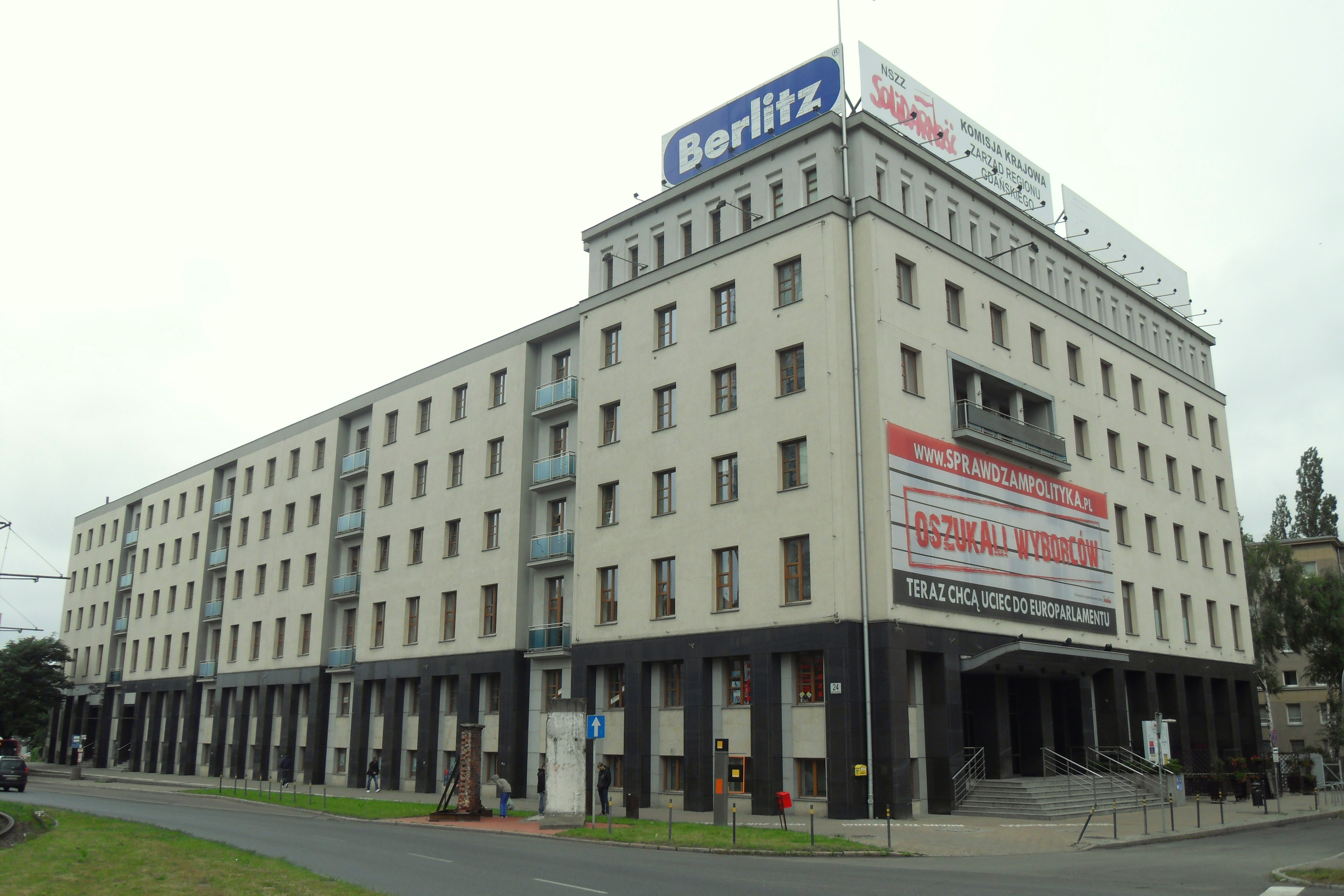
Dawna siedziba ZMSR przy ul. Wały Piastowskie 24 (-1980)

Zjednoczenie Morskich Stoczni Remontowych – funkcjonujący w latach 1958–1983 branżowy organ zarządzania z siedzibą w Gdańsku.
ZMSR powołano na bazie utworzonego w 1953 Centralnego Zarządu Morskich Stoczni Remontowych z siedzibą w Gdańsku, zaś w 1959 przekształconego w Zjednoczenie Morskich Stoczni Remontowych, również w Gdańsku.
W 1982 ZMSR zlikwidowano, przekształcając je w Zrzeszenie Przedsiębiorstw Remontu Statków.

## Jednostki nadzorowane[3]
- Gdańska Stocznia Remontowa
- Stocznia Remontowa „Parnica”, Szczecin
- Morska Stocznia Remontowa, Świnoujście
- Stocznia Remontowa „Nauta”, Gdynia
- Stocznia Remontowa „Radunia”, Gdańsk
- Puckie Zakłady Mechaniczne
- Morska Obsługa Radiowa Statków, Gdynia
- Przedsiębiorstwo Budowy Urządzeń Chłodniczych, Gdynia
- Biura Projektowo-Technologiczne „Prorem”, Gdańsk
- Przedsiębiorstwo Handlu Zagranicznego „Navimor”, Gdańsk

- Stocznia Rzeczna „Odra”, Szczecin
- Stocznia Rzeczna, Płock
- Stocznia Rzeczna, Wrocław
- Stocznia Rzeczna, Tczew
- Centrum Badawczo-Projektowe Żeglugi Śródlądowej, Wrocław

## Dyrektorzy naczelni
- 1964-1979 – Czesław Znajewski (1919-1990)

## Siedziba
ZMSR miało siedzibę w Gdańsku przy ul. Wały Piastowskie 24 (1961-1968), następnie w budynku Prorem’u przy ul. Heweliusza 11 (1980-).